# Venczel József
Venczel József (Csíkszereda, 1913. november 4. – Kolozsvár, 1972. március 16.) társadalomkutató, egyetemi tanár, közíró. Írói álneve: Várdotfalvi. Meghatározó személyisége volt a két világháború közti erdélyi magyar szociológiának, az erdélyi földkérdéssel, demográfiával, a szociológia módszertanával foglalkozott.

## Életpályája
Középiskolai tanulmányait szülővárosában végezte a Római Katolikus Főgimnáziumban, ahol édesapja matematika-fizika szakos tanár volt. Itt érettségizett 1930-ban. A kortársak és a gimnázium évkönyveinek tanúsága szerint kimagaslóan tehetséges diák volt, 1930 őszén megnyerte az Erdélyi Helikon irodalmi nagydíját, 1930-1933  között a kolozsvári Lyceumi könyvtárban vállalt munkát, majd jogot tanult Kolozsváron az I. Ferdinánd Tudományegyetem jogi karán. Már egyetemi évei alatt kibontakozott sokirányú tudományos érdeklődése. 1936-1939 között megszerezte a jogi doktorátust.
1933 és 1940 között a György Lajos és Márton Áron által alapított Erdélyi Iskola című folyóirat szerkesztője, rovatvezetője. Az 1935-ben alapított Hitel egyik alapító szerkesztője volt. A folyóirat megszűnése után 1936-ban Venczel ugyanezzel a címmel indított új folyóiratot, amelyben 1944-ig sorra jelentek meg az erdélyi magyarság önismeretét szolgáló írásai. 1937-ben részt vett az erdélyi magyar értelmiség Vásárhelyi Találkozójának megszervezésében.
1938-1945 között vezette az Erdélyi Magyar Gazdasági Egyesület (EMGE) statisztikai ügyosztályát. 1940 őszétől a Teleki Pál Intézet keretében működő Erdélyi Tudományos Intézet (ETI) tanára, 1941-től igazgatója volt 1946-ig. Egyetemi tanárként a Dés melletti Bálványosváralján létrehozott falukutató táborban előadásokat tartott, monografikus, nagyszabású tájkutatást szervezett.
Cikkei, tanulmányai 1945 előtt többek között a Jóbarát, Erdélyi Fiatalok, Erdélyi Tudósító, Erdélyi Iskola, Erdélyi Múzeum, Erdélyi Gazda, Hitel című folyóiratokban, időszaki kiadványokban jelentek meg. Szülőföldjéről írott tanulmánya, a Csíkszék természeti és társadalmi leírása  Várdotfalvi álnéven jelent meg 1939-ben A nemes székely nemzet képe című háromkötetes monográfiában, amelyet Rugonfalvi Kiss István szerkesztett.
Részt vett a Bolyai Tudományegyetem megszervezésében, az egyetem jogi és közgazdasági karának statisztikai és szociológiai professzoraként dolgozott 1945–1947 között. 1947-ben letartóztatták, a pitești-i internáló táborba került, ahonnan egy év múlva szabadult, az egyetemi katedrára nem térhetett vissza, 1948–1950 között az Erdélyi Múzeum-Egyesület főlevéltárosa és tudományos kutatója volt. 1950 februárjában a kommunista hatalom újra letartóztatta, koholt vádak alapján tizenkét év börtönbüntetésre ítélték, ebből hat évet Márton Áron püspökkel egy cellában töltött. 1961. január 1-jén szabadult, megromlott egészséggel.
1969-ig kisipari szövetkezetekben dolgozott, kerámiát festett, kottákat másolt.  1969-től ismét dolgozhatott társadalomkutatóként, a Babeș–Bolyai Tudományegyetem filozófia és szociológia karán. Ebben az időszakban a Korunk hasábjain közölt tanulmányokat.  1971-ben súlyos betegsége miatt nyugdíjazták, de továbbra is teljes szellemi frissességgel dolgozott. Utolsó nagy munkája a Romániai magyar irodalmi lexikon szerkesztési módszerének kidolgozása, betegágyán fejezte be a lexikon repertóriumát.   Korai halála 1972 tavaszán következett be, temetésén Márton Áron püspök búcsúztatta. A kolozsvári Házsongárdi temetőben nyugszik.
Munkásságának legfontosabb területei a gondolkodástörténet, nemzedéki kérdés, társadalomstatisztika-demográfia, társadalomkutatás, társadalom- és művelődéspolitika, nemzetiség- és magyarságkutatás. Alkotó módon fejlesztette tovább az ismert román szociológus, Dimitrie Gusti által kidolgozott empirikus falukutatási módszert. A két világháború közti Erdély jelentős tudományos és művelődési intézményeinek, kiadványainak létrehozása, működtetése fűződik nevéhez. Az erdélyi magyar társadalomtudomány egyik elméleti és gyakorlati megalapozója volt. Imreh István történészprofesszor így jellemezte:„...matematikai, statisztikai látásmódja és logikája révén eredeti, töretlen utakon járni szerető és tudó gondolkodó volt.”
Életében egyetlen kötete jelenhetett meg: Az erdélyi román földbirtokreform. Kolozsvár, 1942. Halála után nyolc évvel, 1980-ban Imreh István válogatásában jelent meg a Kriterion Könyvkiadónál Az önismeret útján című tanulmánykötet. 1988-ban Budapesten újabb válogatás látott napvilágot, Erdélyi föld – erdélyi társadalom címmel. Ezt a tanulmánykötetet, akárcsak az 1993-ban Székelyudvarhelyen megjelent A falumunka útján című kötetet Székely András Bertalan válogatta és szerkesztette. Ezáltal vált hozzáférhetővé Venczel József számos olyan publikációja, amely 1931 és 1945 között jelent meg különböző folyóiratokban.

## Emlékezete
1993. november 4-6. között születésének nyolcvanadik évfordulóján emléknapokat szerveztek szülővárosában, Csíkszeredában, emléktáblát helyeztek el a Venczel család egykori házának helyén épült tömbház falán és a Márton Áron Gimnáziumban.  Utcát is neveztek el róla.  
1996-tól nevét viseli a Venczel József Erdészeti- és Faipari Iskolaközpont.
1993. okt. 29-én Csíkszereda testvérvárosában, Hevesen tudományos ülésszakon emlékeztek Venczel Józsefre. Az emlékülésen az Országos Széchényi Könyvtár által összeállított dokumentációs kiállítás nyílt, majd felavatták Vetró András szobrászművész Venczel József-domborművét és bemutatták a csíksomlyói misztériumjáték Venczel-féle feldolgozását, amelyet a hevesi önkormányzat nyomtatásban is megjelentetett.
2003-ban, születésének kilencvenedik évfordulója alkalmából kétnapos konferenciát szervezett az Erdélyi Múzeum-Egyesület Jog-, Közgazdaság- és Társadalomtudományi, valamint Bölcsészet-, Nyelv- és Történelemtudományi szakosztálya.
2012-ben Magyar Örökség díjjal ismerték el társadalomkutatói munkásságát.
2013 novemberében, születésének 100. évfordulója alkalmából Csíkszeredában emlékkonferenciát rendeztek tiszteletére a Magyar Tudomány Ünnepe rendezvénysorozat keretében . Az ekkor elhangzott előadások szövegét később nyomtatott formában is kiadták.

## Művei (válogatás)

### Kötetek, folyóiratokban megjelent cikkek, tanulmányok
- A falumunka és az erdélyi falumunka-mozgalom.  Kolozsvár, 1935 (Erdélyi Tudományos Füzetek 76.)
- A magyar önismeret útja. Erdélyi Iskola.  Kolozsvár, 1936-1937
- Öt Olt menti székely község népmozgalma. Hitel. Kolozsvár, 1937
- A székely népfelesleg. Hitel. Kolozsvár, 1937
- Csíkszék természeti történelmi és társadalmi leírása.  A nemes székely nemzet képe. Szerk. Rugonfalvi Kiss István. Debrecen, 1939
- A falukutatás módszertanának vázlata. Kolozsvár, 1941
- Az erdélyi román földbirtokreform.  Kolozsvár, 1942

### Posztumusz kiadások
- Az önismeret útján. Tanulmányok az erdélyi társadalomkutatás köréből. Bevezető és jegyzetek: Imreh István. Bukarest, 1980
- Erdélyi föld – erdélyi társadalom. Válogatott írások. Székely András Bertalan bevezető tanulmányával. Budapest, 1988
- A falumunka útján. Válogatott írások. Válogatta, szerkesztette és a záró tanulmányt írta Székely András Bertalan.  Székelyudvarhely – Budapest, 1993
- A falumunka útján. Válogatott írások. Bővített 2. kiadás. Székelyudvarhely, 2008